# 西棕櫚灘站
西棕櫚灘站（英語：West Palm Beach Station）是在佛羅里達州西棕榈滩的一座鐵路車站，由美鐵和三鐵路分別提供鐵路運輸和通勤铁路服務。車站地址為酸豆大道203-209號，在第1街／榕樹大道以南。

## 相集

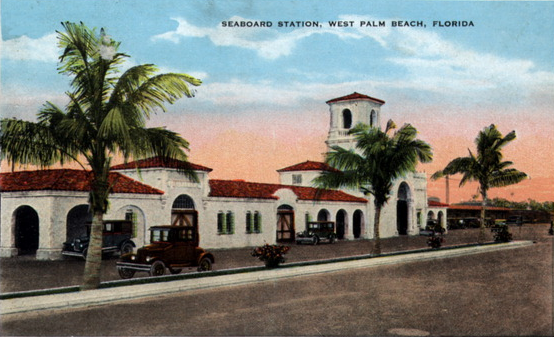
車站的立面，約19世紀20年代
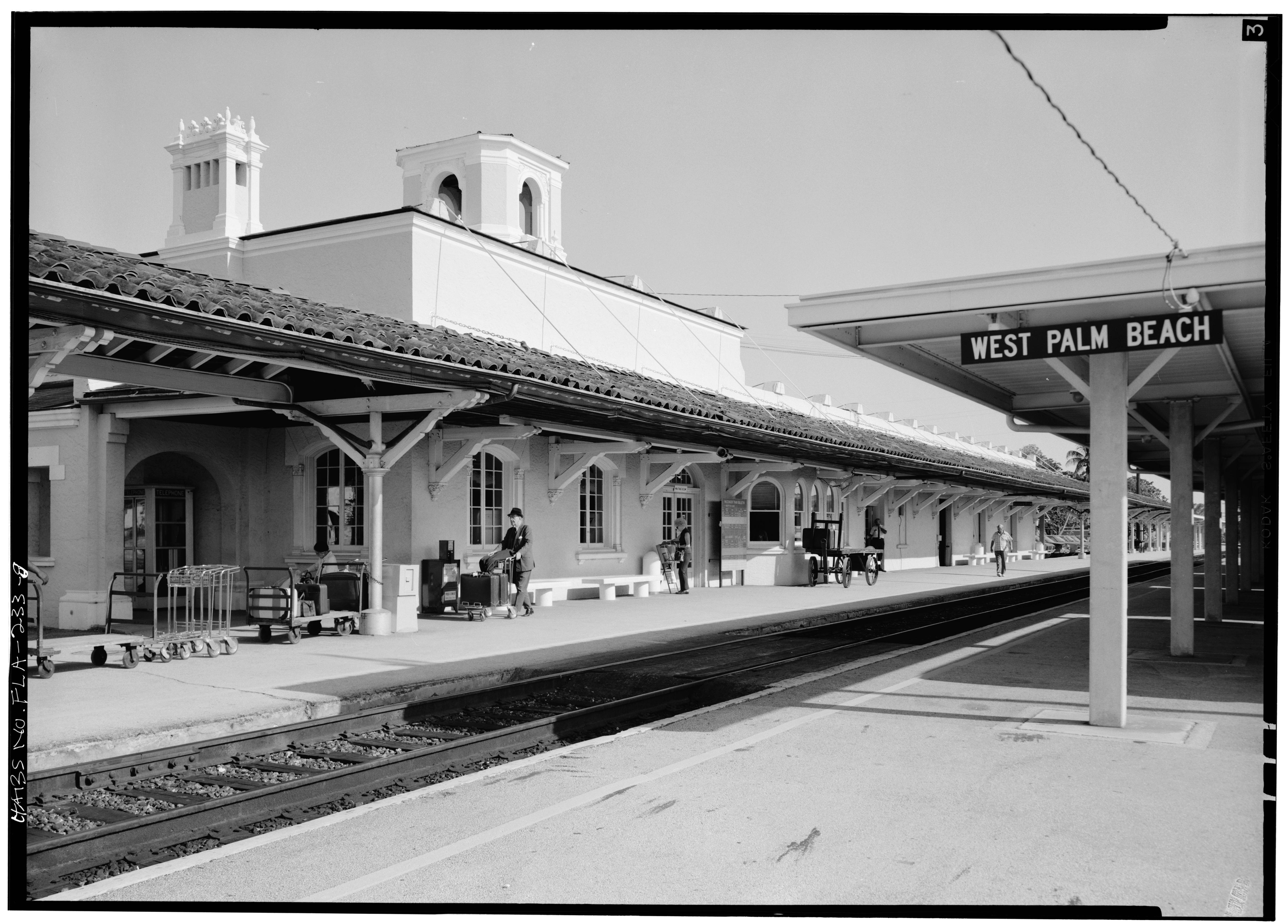
西棕櫚灘站
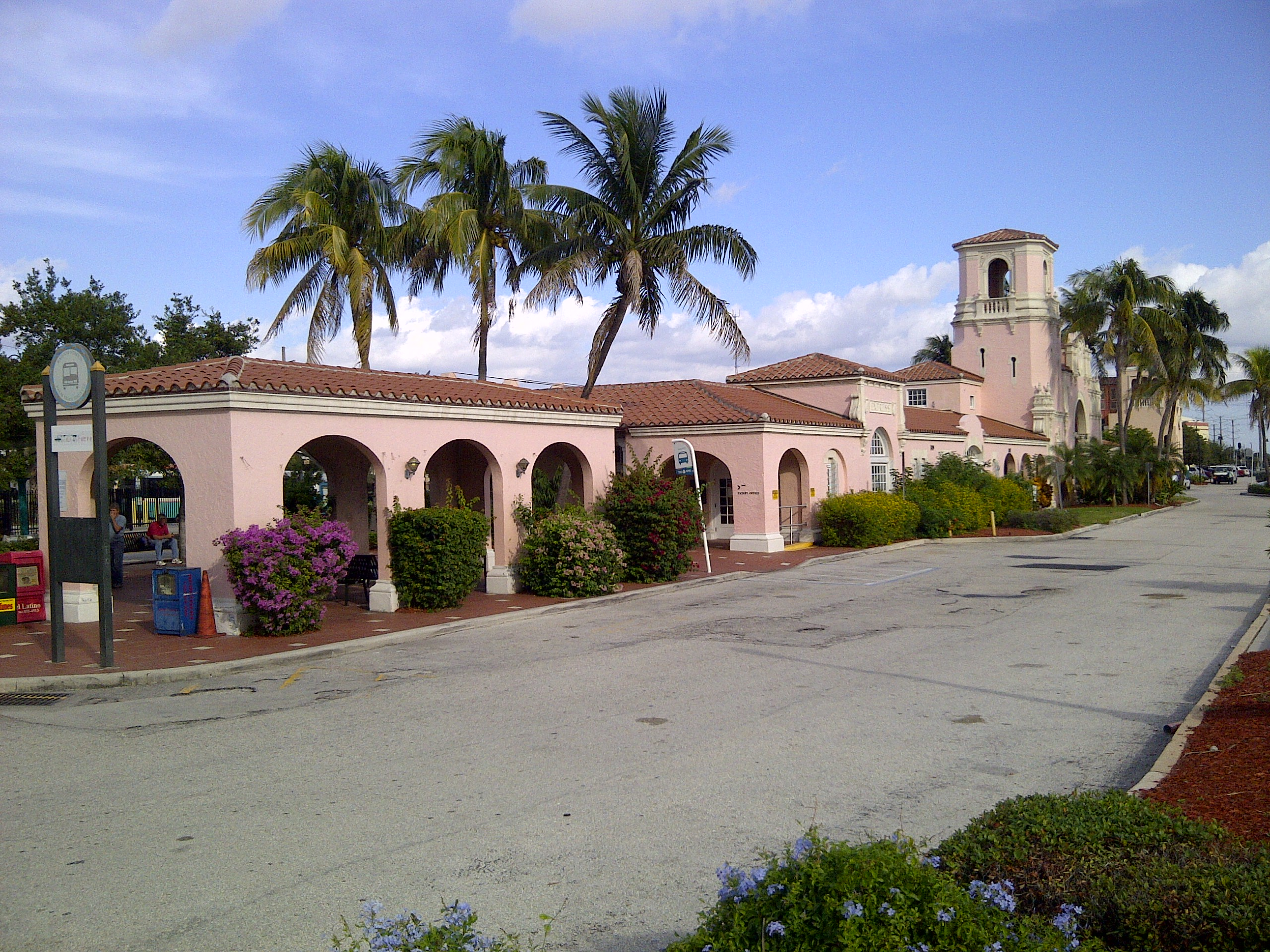
車站的立面，2011年
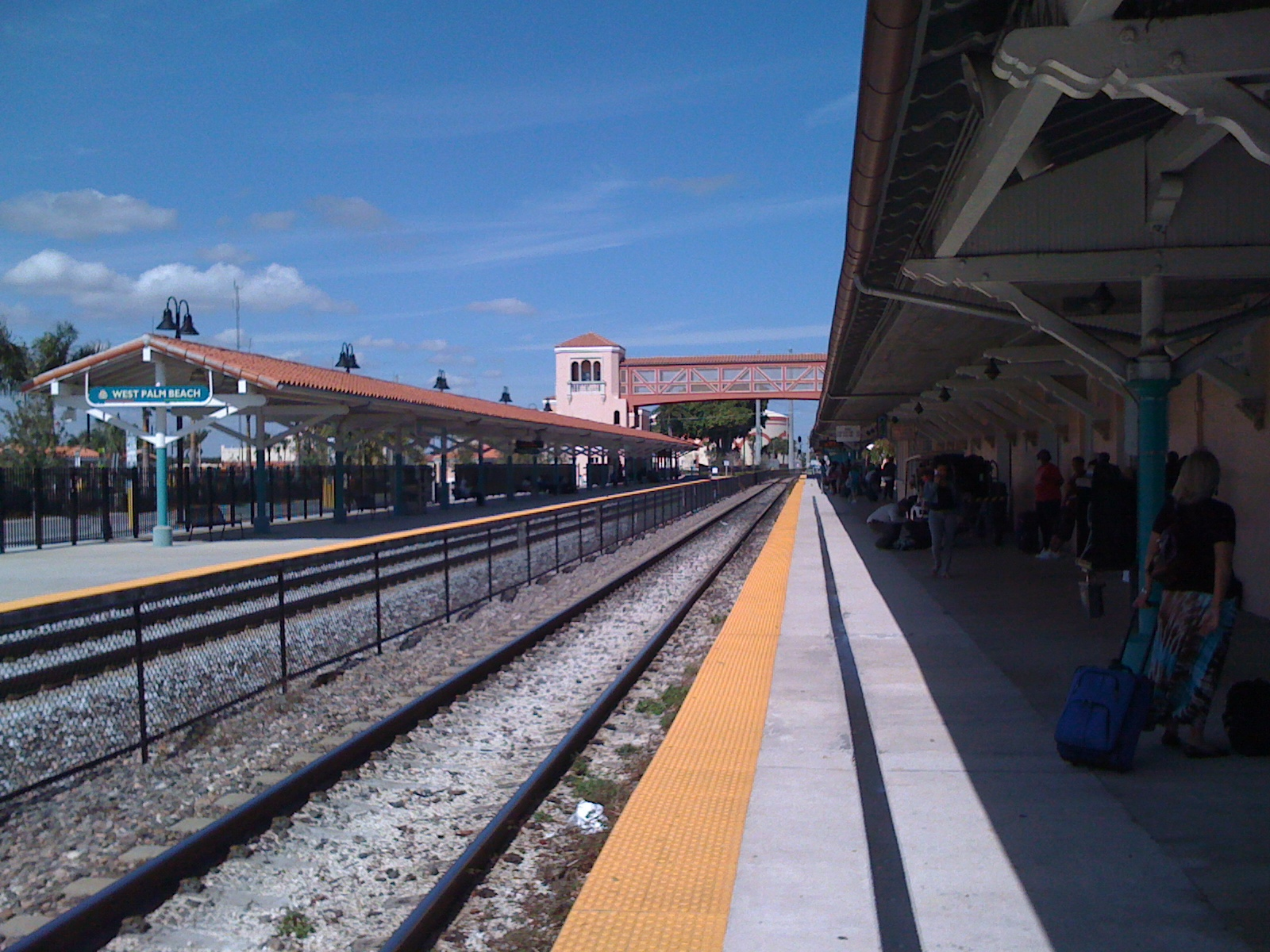
路軌和乘客月台
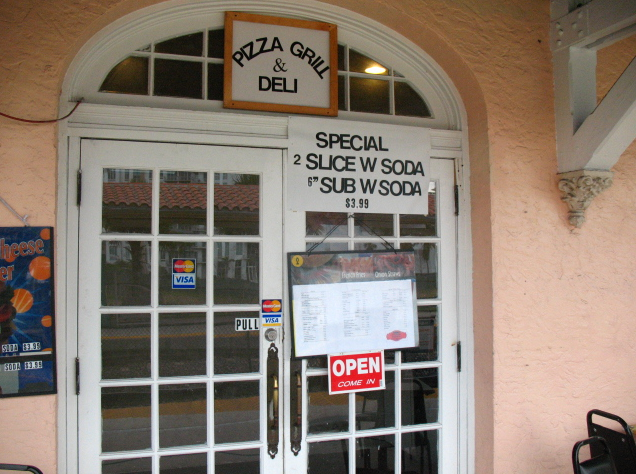
薄餅店（英語：The Pizza Grill）
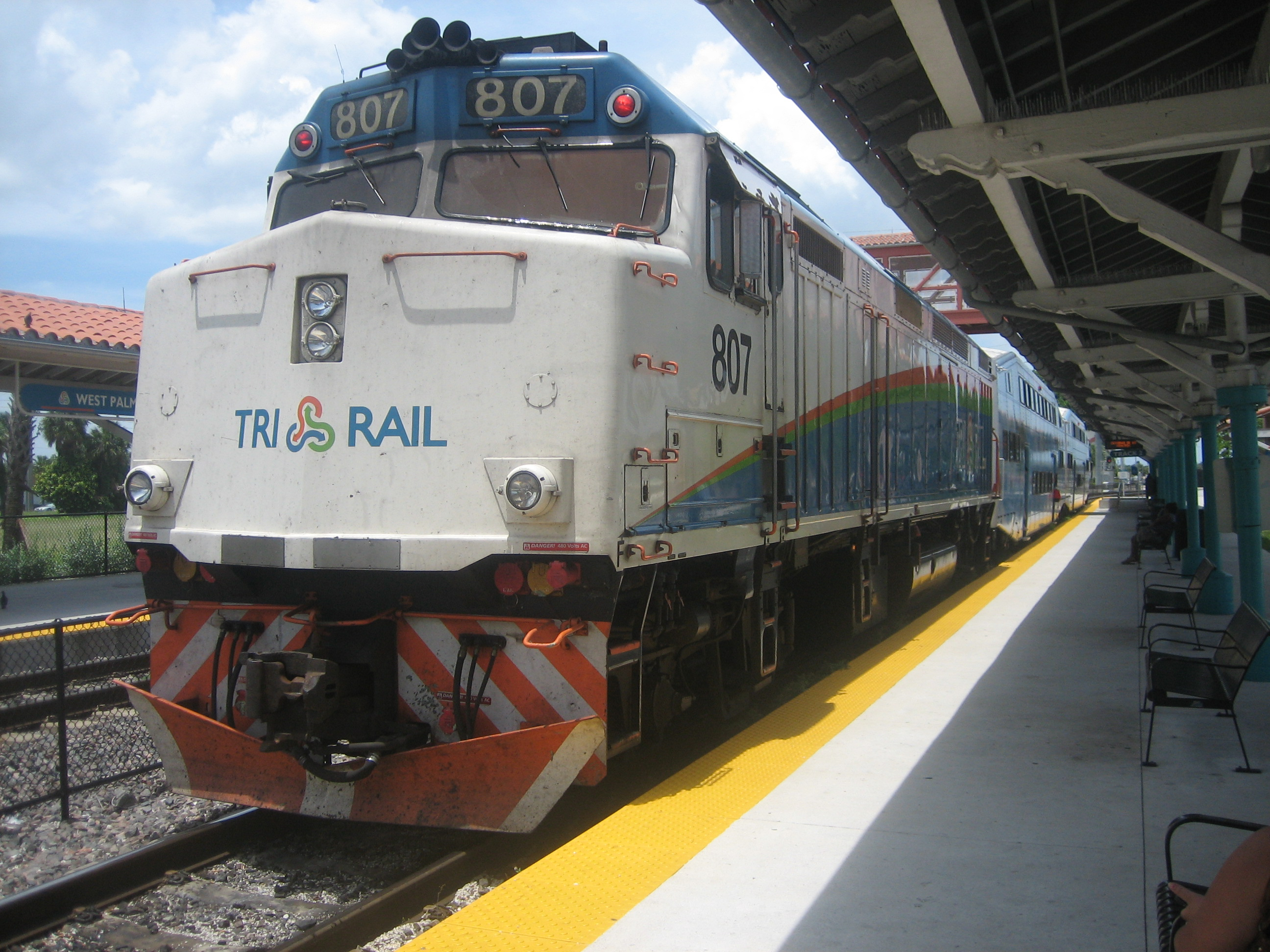
離站中的三鐵路車輛的北面
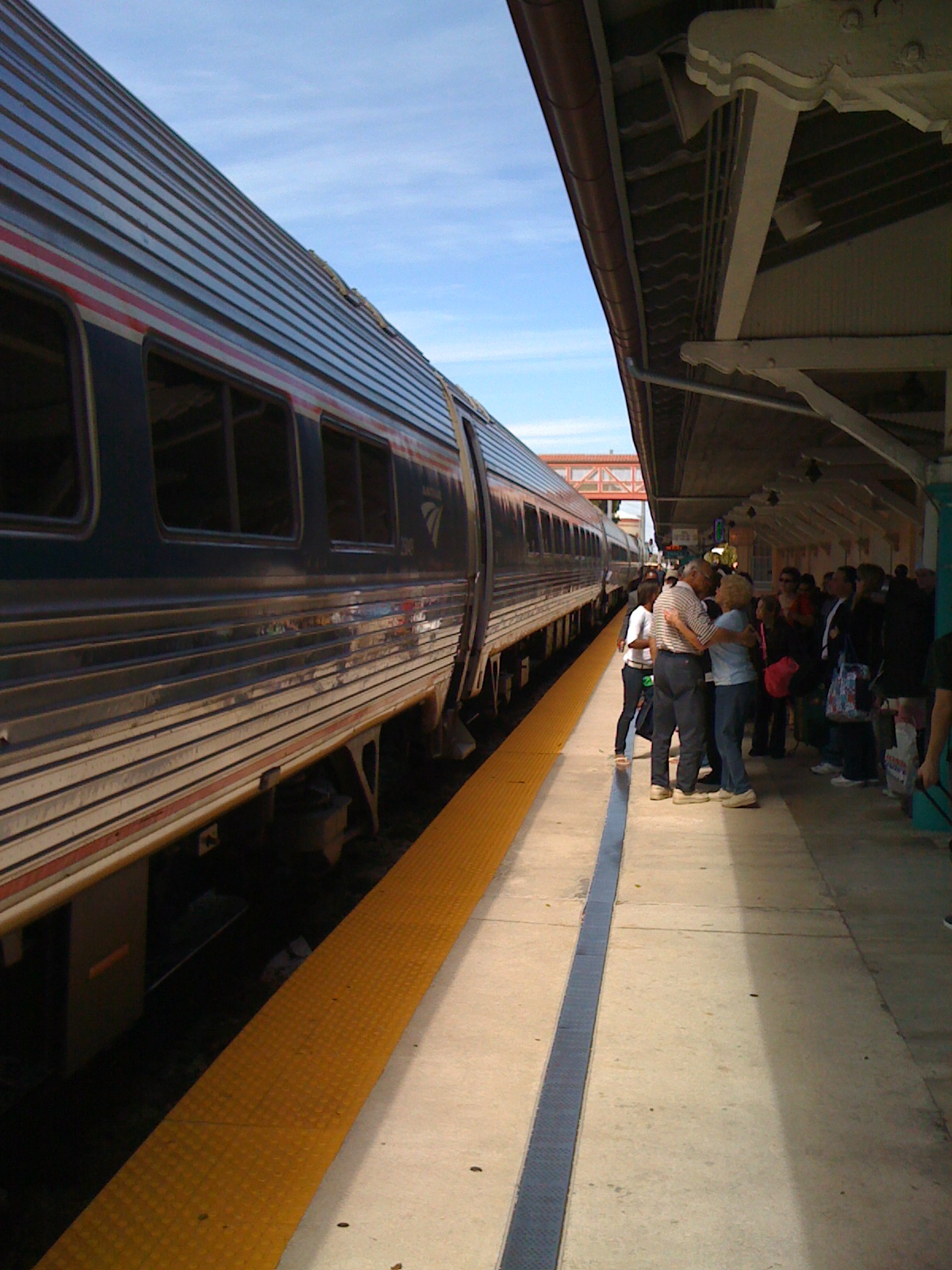
美鐵車輛正在上客
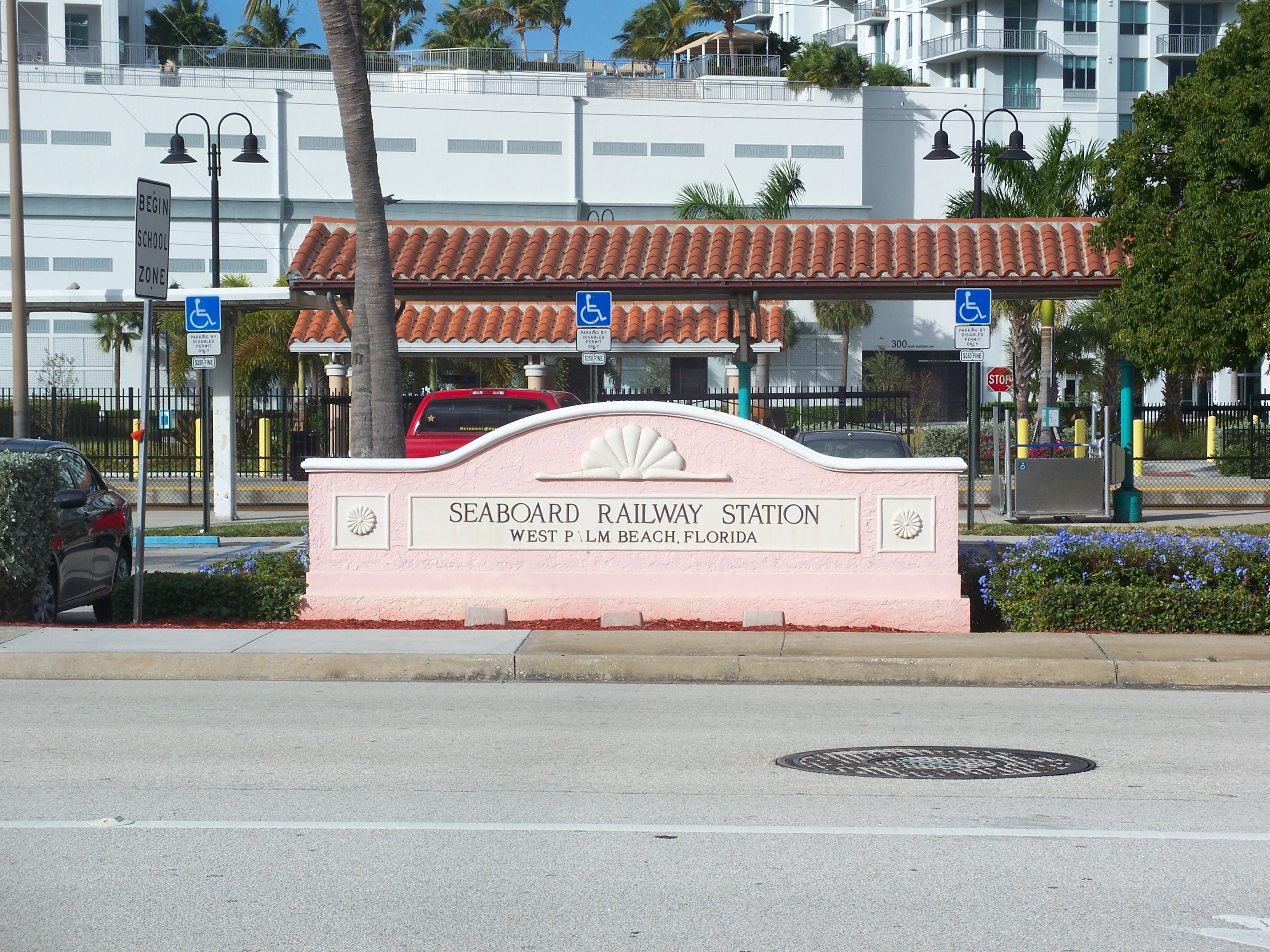
舊海岸鐵路標誌
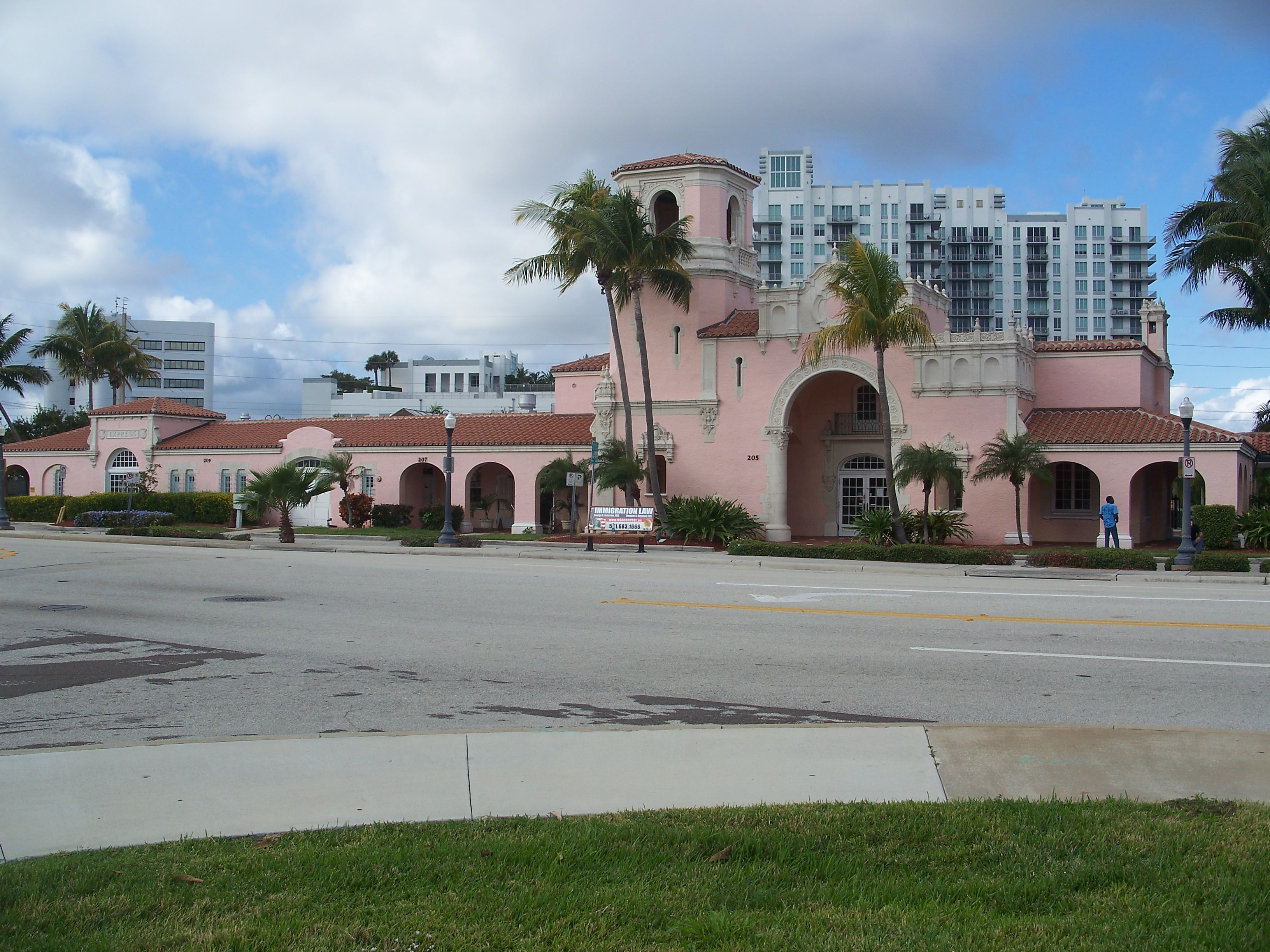
車站建築的景觀
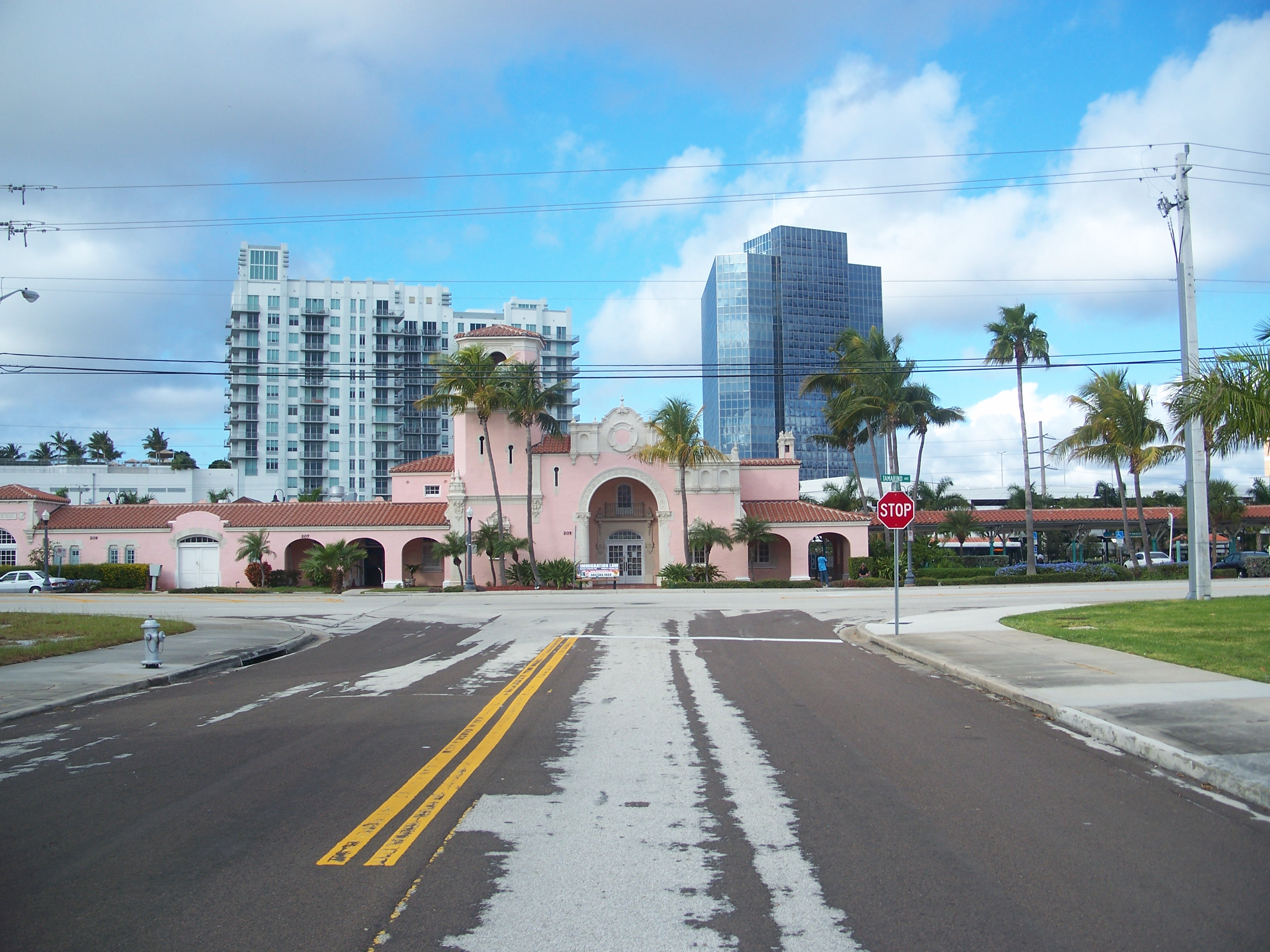
車站建築的景觀
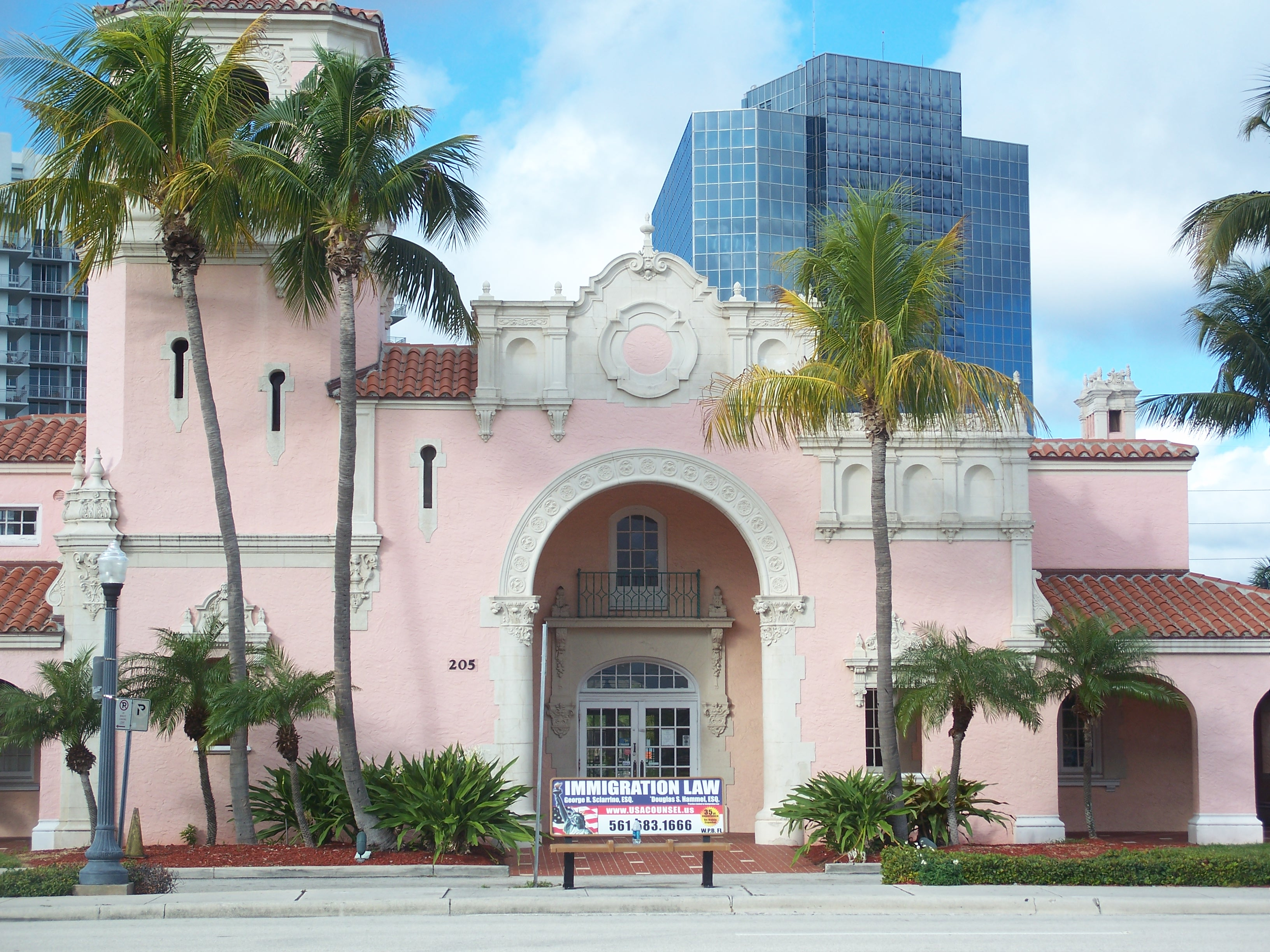
車站建築的景觀

## 外部連結
- Amtrak - Stations - West Palm Beach, FL
- South Florida Regional Transportation Authority - West Palm Beach Station
- West Palm Beach Amtrak/Tri-Rail Station (USA Rail Guide -TrainWeb) （页面存档备份，存于）
- Station from Google Maps Street View （页面存档备份，存于）